# Gonomyia varipes
Gonomyia varipes är en tvåvingeart som beskrevs av Alexander 1914. Gonomyia varipes ingår i släktet Gonomyia och familjen småharkrankar.
Artens utbredningsområde är Fiji. Inga underarter finns listade i Catalogue of Life.